# James Marr

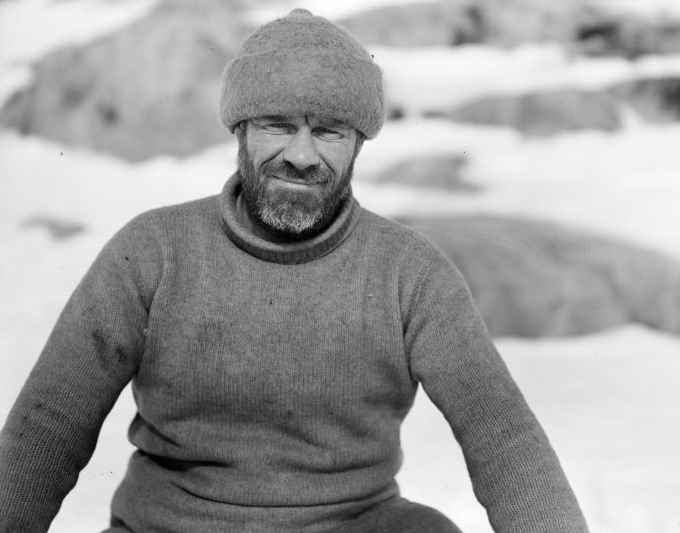
James Marr bei der Operation Tabarin (5. November 1944)

James William Slessor Marr (* 9. Dezember 1902 in Aberdeen; † 30. April 1965 in London) war ein britischer Meeresbiologe und Polarforscher.

## Leben
Marr wurde im schottischen Aberdeen geboren. Ernest Shackleton wählte ihn und Norman E. Mooney als Boy Scout im Rahmen der Shackleton–Rowett Expedition 1921 für den Dienst an Bord des Schiffes Quest. Die Erlebnisse dieser Expedition schrieb Marr im Jahr 1923 in seinem Buch Into The Frozen South nieder.
Darüber hinaus war er Mitglied der British Australian and New Zealand Antarctic Research Expedition unter der Leitung von Douglas Mawson. Danach vervollständigte er seine Ausbildung zum Meeresbiologen, indem er an den sogenannten Discovery Investigations teilnahm. Dies waren staatlich finanzierte Forschungsreisen, deren Stützpunkt in King Edward Point auf Südgeorgien lag. Marr spezialisierte sich dabei auf die Biologie des Antarktischen Krill.
Während des Zweiten Weltkrieges führte der inzwischen zum Leutnant beförderte Marr die Operation Tabarin. Diese Expedition wurde 1943 von Großbritannien unternommen, um in der Antarktis dauerhaft besetzte Stationen zu errichten. Marr führte das Team an, das 1944 in Port Lockroy überwinterte. Von 1949 bis zu seinem Tod war Marr Direktor des Nationalen Ozeanografischen Instituts von Großbritannien. 1961 war er Präsident des Antarctic Club.
James Marr zu Ehren sind in der Antarktis die Marr Bay auf Laurie Island, der Marr-Piedmont-Gletscher auf der Anvers-Insel, der Mount Marr im Enderbyland und der Marr Point von Penguin Island benannt.

## Auszeichnungen und Ehrungen
- Am 7. Oktober 1941 erhielt Marr die Polar-Medaille (bronzene Spange) – „für gute Dienste während der Jahre 1925–1939 auf den Königlichen Forschungsschiffen ‚Discovery II‘ und ‚William Scoresby‘: James William Sleesor Marr, Esq., M.A., B.Sc. (Temporary Lieutenant, R.N.V.R.), H.M. Ships Discovery II und William Scoresby.“[4]
- Am 30. November 1954 die Polar-Medaille „für gute Dienste bei der Falkland Islands Dependencies Survey auf Antarktisexpeditionen: Temporary Lieutenant-Commander James William Slessor Marr, R.N.V.R., Base Leader, Port Lockroy, 1944.“[5]